# Parroquia de San Juan Bautista de Gracia
La parroquia de San Juan Bautista de Gracia de la ciudad de Barcelona (Cataluña, España) pertenece a la archidiócesis de Barcelona.

## Historia y descripción
En las proximidades de la actual plaza de la Virreina, en el barrio de Gracia, se levantaba en el siglo XVIII una quinta de recreo, que fue residencia de la esposa del virrey del Perú, Manuel de Amat y Junyent. Ocupado posteriormente el palacio por los frailes capuchinos, fue derribado hacia 1868, año en que se erigió, el día 20 de agosto, la parroquia de San Juan Bautista del barrio de Gracia.
El primer regente, el reverendo José I. Galtell, colocó la primera piedra del templo actual, el 22 de abril de 1878, que fue inaugurado diez años después. Provisionalmente se celebró el culto en la Capilla de las Clarisas de la Divina Providencia.
Emplazado en un sector obrero y populoso, el templo sufrió un incendio en la Semana Trágica de 1909, y una devastación completa en 1936, en la que perdió a su primer párroco reverendo Antonio Forns.
Las tareas de reconstrucción fueron iniciadas por el Rdo. Miguel Carrau (1939-1947), proseguidas por Juan Bautista Serrat (1947-1948) y por el reverendo Joan Cabús y Puig. Interinamente, se celebraron los cultos parroquiales en la sala de los "Lluïsos de Gracia".
Gracias a la plaza frontal, que le presta una grata visibilidad, y a la acertada decoración interior, entre cuyas joyas artísticas hay que mencionar la capilla del Santísimo, obra del arquitecto discípulo de Antoni Gaudí, Francesc Berenguer; el baldaquino (actualmente desaparecido) que fue inaugurado el 24 de junio de 1951 por el Obispo Gregorio Modrego Casaus, o la serie de pinturas murales sobre la vida de San Juan Bautista. El templo ofrece interesantes aspectos, dignos de ser admirados.

## Capilla del Santísimo Sacramento
En 2016 se divulgó la posible autoría de Gaudí de la capilla del Santísimo Sacramento y del jubé de este templo. No acreditada documentalmente, la posible adjudicación fue dada a conocer por el escritor y biógrafo gaudiniano Josep Maria Tarragona en el Segundo Congreso Mundial Gaudí celebrado en 2016. Según este experto, cabría adjudicar esta obra al arquitecto reusense conforme a su análisis estilístico, y habida cuenta de que Berenguer no poseía el título de arquitecto, por lo que necesitaba acreditación para sus trabajos. La capilla, terminada en 1909, está bajo tierra, con un ábside y cuatro cúpulas recubiertas de trencadís, decoradas con una cruz de Malta con doce espigas, una parra con doce racimos de uvas —en alusión a los doce apóstoles— y varias inscripciones en latín. Por su parte, el jubé se encuentra en una fachada lateral del edificio, y está formado por un balcón rodeado de coros, con una crucifixión encima.

## Galería

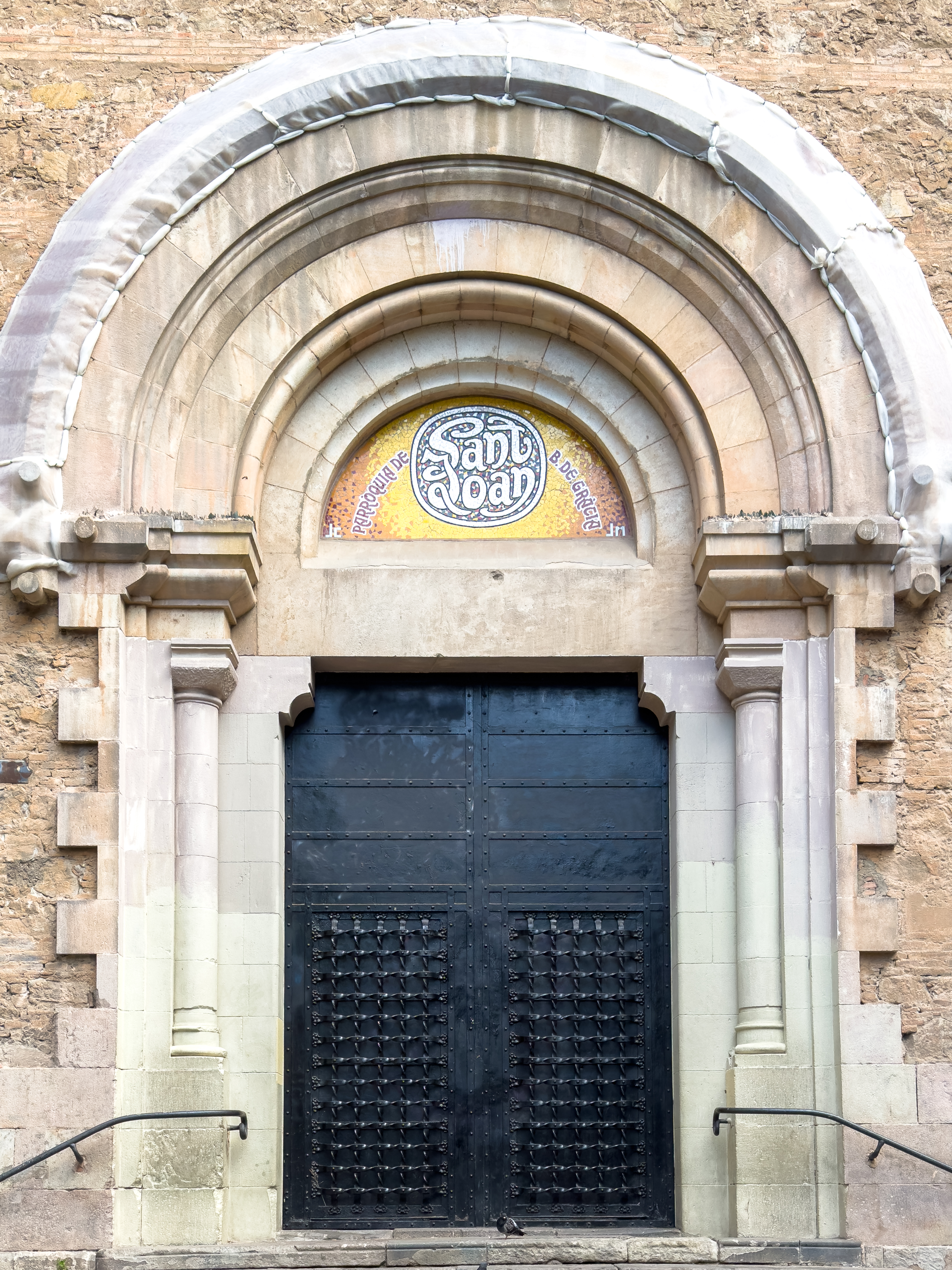
Fachada frontal
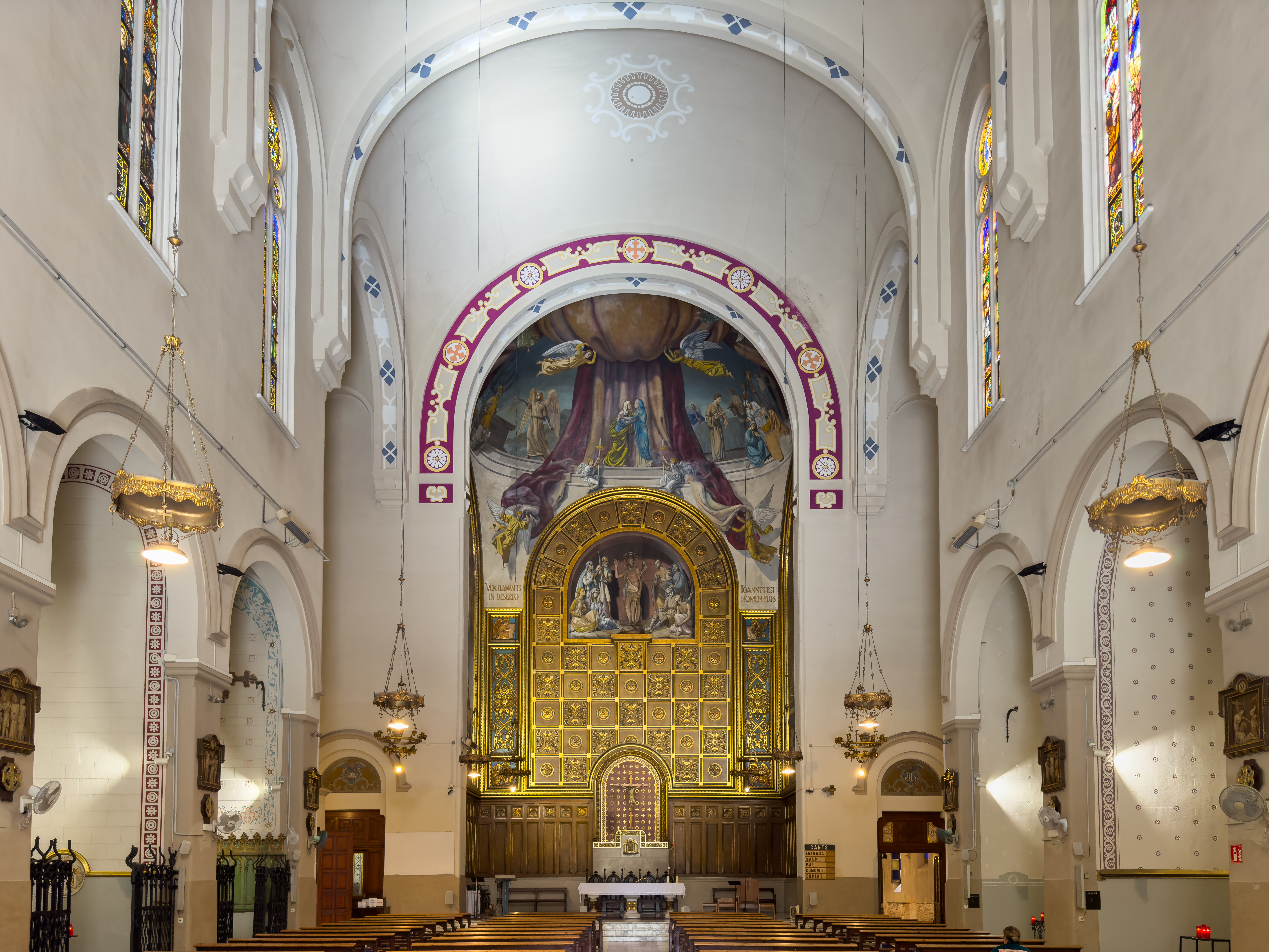
Nave
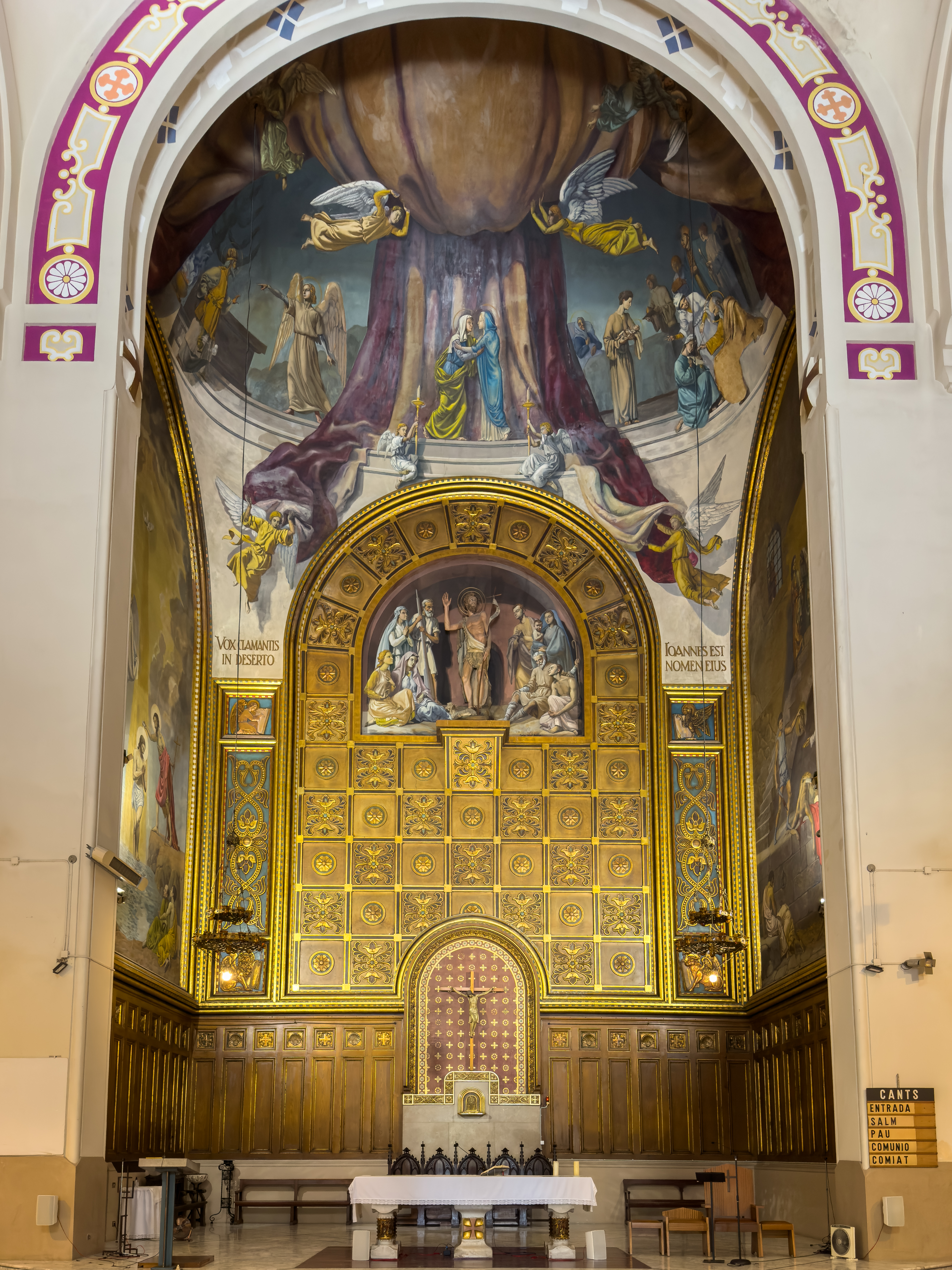
Altar mayor
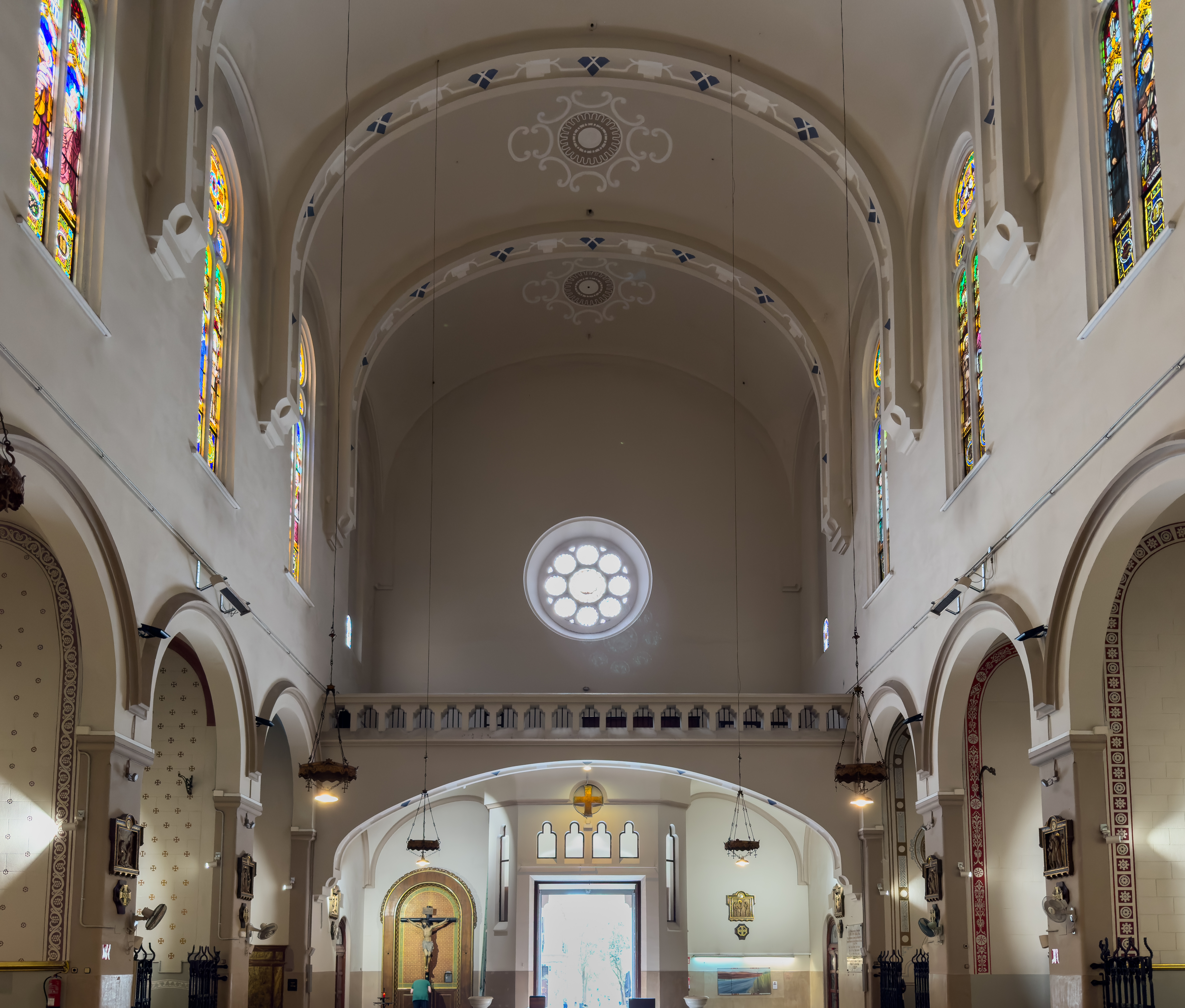
Nave
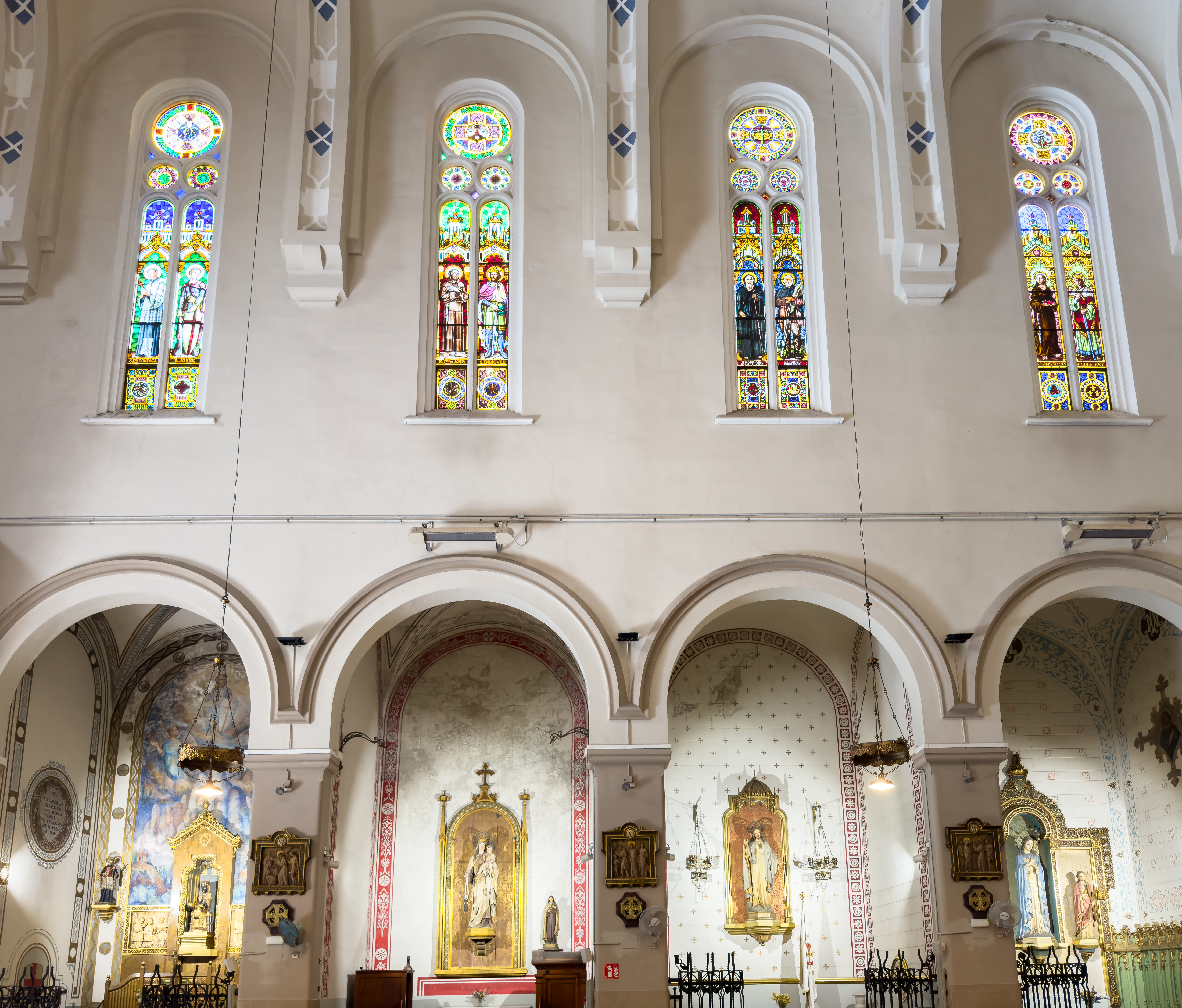
Nave
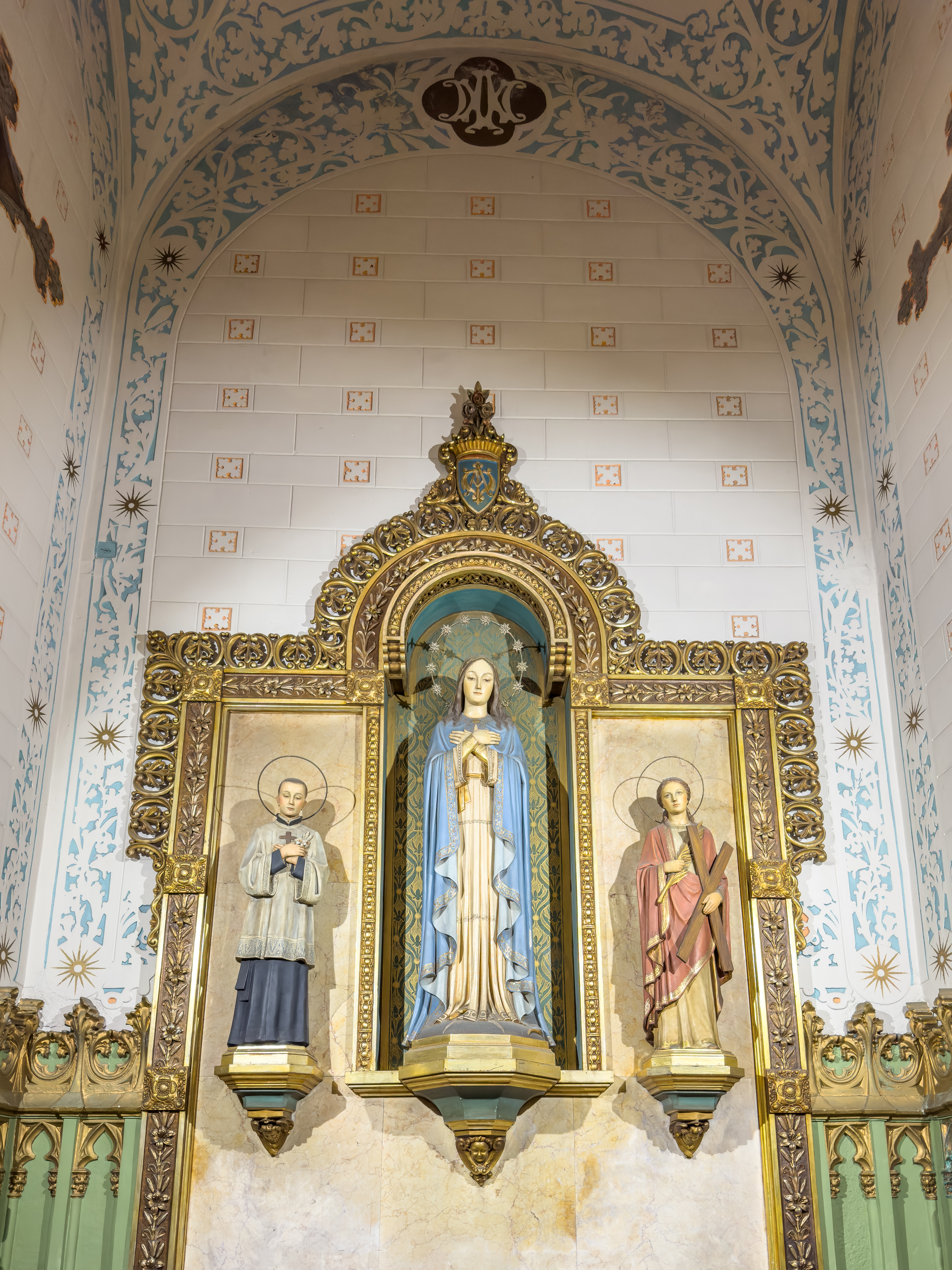
Una capella lateral
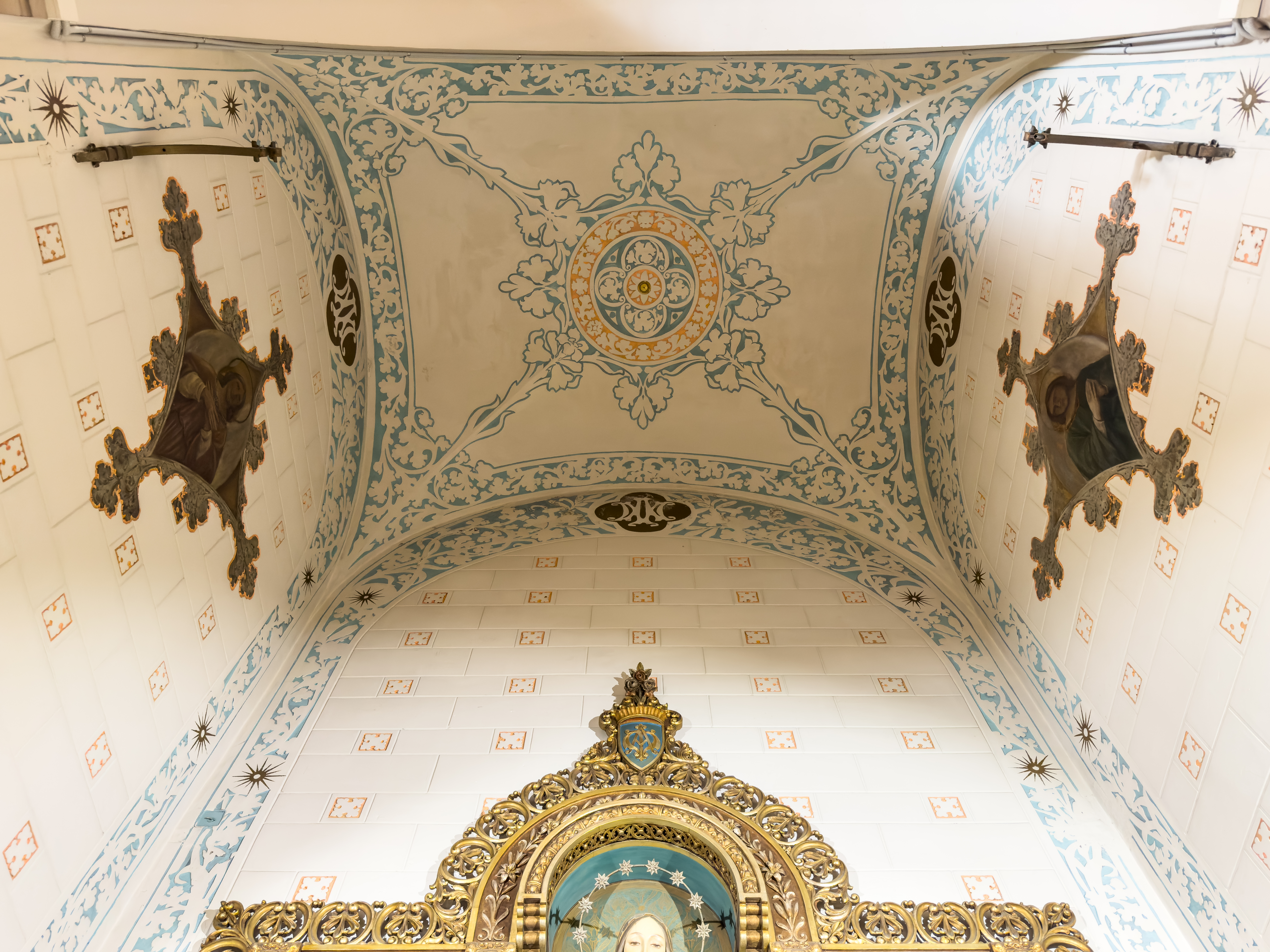
Una capella lateral